# Xuân Viên, Yên Lập
Xuân Viên là một xã thuộc huyện Yên Lập, tỉnh Phú Thọ, Việt Nam.
Xã Xuân Viên có diện tích 12,43 km², dân số năm 1999 là 3606 người, mật độ dân số đạt 290 người/km².